# Chiêu liêu nghệ
Chiêu liêu nghệ (danh pháp khoa học: Terminalia nigrovenulosa) là một loài thực vật có hoa trong họ Trâm bầu. Loài này được Pierre miêu tả khoa học đầu tiên năm 1886.